# Малый Кинель
Ма́лый Кине́ль — река в России, протекает по территории Оренбургской и Самарской областей.

## География и гидрология
Малый Кинель — левобережный приток реки Большой Кинель, её устье находится в 132 километрах от устья Большого Кинеля. Общая протяжённость Малого Кинеля 201 километр (125 из них по Оренбургской области). Падение реки — 165 метров, средний уклон 0,8 %.
Истоки лежат на отрогах Общего Сырта у села Глазово (1 отд. «Красная горка») Асекеевского района Оренбургской области, 
Водосбор расположен в области плато Высокого Заволжья и представляет равнину увалисто-холмистую в правобережье и слабоволнистую в левобережье. Грунты суглинистые. Растительность лесостепная. Залесенность — 3 %, распаханность до 70 %.
Долина реки от истока до 106-го километра прямая, от 106-го до 78-го километра извилистая; в верховьях неясно выраженная, местами ящикообразная, на остальном протяжении трапецеидальная. Пойма высокорасположенная, сплошная, двухсторонняя, местами чередующаяся по берегам, шириной 0,5—1 километр, между 193-м и 190-м, 160-м и 158-м, 150-м и 145-м километрами отсутствует. Русло реки извилистое, разветвлённое на притоки островами длиной 100—500 метров, заросшими кустарником. Ширина реки 15—20 метров (в районе прудов до 50 метров), глубина реки 1—3 метра.

## Притоки
- 14 км: Большой Толкай
- 15 км: Река в овраге Вязники
- 22 км: Сухая Речка
- 35 км: Лозовка
- 43 км: Река в Орешниковом овраге
- 77 км: Кувайка
- 78 км: Холодная
- 84 км: Городецкая
- 100 км: Гранная
- 115 км: Хлебная (овраг Осинки)
- 126 км: Нечайка
- 134 км: Елшанка
- 143 км: Солянка
- 151 км: Барская
- 163 км: Родниковский
- 164 км: Осиновский

Суммарная длина речной сети составляет 447 километров.

## Палеонтология
В 2020 году в честь реки названа ископаемая рыба Kinelichthys, обнаруженная на её правом берегу в 1 км от села Воздвиженка, в отложениях среднего пермского периода (уржумский ярус). Животное, достигавшее 30 см в длину, условно включается в семейство Palaeoniscidae отряда палеонискообразных (Palaeonisciformes).

## Данные водного реестра
По данным государственного водного реестра России относится к Нижневолжскому бассейновому округу, водохозяйственный участок реки — Большой Кинель от истока и до устья, без реки Кутулук от истока до Кутулукского гидроузла. Речной бассейн реки — Волга от верхнего Куйбышевского водохранилища до впадения в Каспий.
Код объекта в государственном водном реестре — 11010000812112100008258.